# Enter the Matrix
Enter the Matrix è un videogioco d'azione, pubblicato nel 2003 e basato sulla trama della trilogia di Matrix, film di fantascienza ideati e diretti da Andy Wachowski e Larry Wachowski. Il gioco si svolge parallelamente al film Matrix Reloaded, evidenziando eventi che nel film non erano mostrati oppure venivano soltanto accennati, o comunque vissuti da un altro punto di vista.

## Trama
La storia inizia con Niobe, capitano della Logos, e Ghost, il suo primo ufficiale, coinvolti nel recupero di un pacchetto lasciato in Matrix dall'equipaggio della nave ribelle Osiris, recentemente distrutta. Dopo essere stati perseguitati da alcuni Agenti, Ghost e Niobe cercano di fuggire da Matrix con il pacchetto, che contiene un messaggio per gli uomini della città di Zion: li avverte che le macchine si avvicinano a Zion con un nutrito esercito di Sentinelle. Niobe e Ghost hanno il compito di chiamare il resto delle navi di Zion per coordinare una difesa. Venuti a conoscenza di questo fatto, i capitani delle varie navi tengono una riunione in Matrix per decidere la migliore strategia di difesa. Durante l'incontro, gli agenti attaccano l'edificio in cui si trovano i capitani, anche se Niobe e Ghost sono in grado di aiutare la fuga dei loro alleati. In seguito, incontrano il Fabbricante di Chiavi, un programma in grado di accedere a qualsiasi area in Matrix, che li conduce in salvo attraverso una porta appena rivelata. Il Fabbricante di Chiavi, poi, consegna ai due una chiave che si suppone debba essere affidata a Neo. Tuttavia, la chiave viene rubata dagli uomini del Merovingio, un programma creato durante i primi giorni di Matrix e che gestisce ora un'organizzazione criminale clandestina all'interno della stessa Matrix. In seguito, il Merovingio distrugge la chiave, e Niobe e Ghost riescono a fuggire, nel momento in cui il Fabbricante di Chiavi si rende conto che è troppo presto per consegnare la chiave a Neo. Niobe si offre volontaria per andare a trovare la Nabucodonosor, la nave hovercraft capitanata da Morpheus, su cui è presente Neo, l'unica nave disponibile per tornare a Zion. Trovata la nave ed il suo equipaggio, ed assistendoli nella fuga da Matrix, Niobe e Ghost sono d'accordo di partecipare alla missione di Neo contro le macchine, ed accettano di distruggere una centrale elettrica. Dopo che questa missione viene completata, l'Oracolo, un programma che spesso fornisce consiglio agli umani, chiede che il protagonista venga a parlare con lei. Dopo la loro conversazione, ci si trova di fronte all'agente Smith, entità che cerca di distruggere sia il mondo umano che quello delle macchine. Il protagonista sfugge a malapena alle centinaia di cloni dell'Agente Smith ed all'originale. Una volta fuori da Matrix, la nave Logos viene attaccata dalle macchine, che vengono sconfitte grazie ad un impulso elettromagnetico. Il gioco si conclude con Niobe e Ghost in attesa nella Logos, che si augurano di essere salvati.

## Modalità di gioco
Enter the Matrix è un gioco d'azione 3D con visuale alle spalle, incentrato sull'integrazione tra sparatorie e combattimenti corpo a corpo.
Nel gioco è possibile utilizzare tutte le mosse di combattimento presenti nel film e sfruttare il sistema del "focus", in pratica una tecnica di "bullet time", che permette di rallentare il tempo per, ad esempio, schivare pallottole o camminare sui muri.
All'inizio del gioco, il giocatore deve decidere se utilizzare Niobe o Ghost: a seconda di questa scelta, alcune parti del gioco saranno identiche, altre invece varieranno per via dei differenti compiti o dei differenti percorsi scelti dai due protagonisti. Ad esempio, nelle sezioni in auto, Niobe guida, mentre Ghost spara agli inseguitori.
Ci sono anche dei momenti in cui il giocatore è chiamato a guidare un hovercraft all'interno dei tunnel sotterranei per raggiungere punti determinati.

## Personaggi
Oltre a Ghost e Niobe, vi sono numerosi personaggi secondari in Enter The Matrix.
- Sparks - Operatore sulla Logos, che fornisce ai giocatori suggerimenti e informazioni. È un tipo ironico.
- Smith - Ex agente in grado di assorbire corpi umani e di programmi umanoidi per creare copie di se stesso. Attaccherà il giocatore attraverso un grattacielo abbandonato, e più tardi a Chinatown.
- Agente Johnson - Agente che appare frequentemente durante il gioco; fa la sua entrata in scena nel gioco quando tenta di impedire al giocatore di fuggire con il pacchetto preso nell'ufficio postale, prima che vada a rispondere a telefono sui tetti della città. Riappare in seguito, quando Niobe cerca di salvare Axel dall'aereo cargo, ma verrà ancora una volta sconfitto, gettato giù dall'aereo da Niobe. Infine riappare nel gioco nella centrale elettrica mentre cerca di impedire a Ghost di far esplodere la carica esplosiva. Ghost lo sconfigge gettandolo contro un computer server in corto circuito, folgorandolo. Johnson infine, nella centrale elettrica, attacca Niobe insieme agli altri Agenti Jackson e Thompson.
- Agente Jackson - Altro agente, con frequenti apparizioni nel gioco; la prima entrata nel gioco avviene quando esce dall'aeroporto nel tentativo di eliminare sia Ghost che l'equipaggio della Soren, insieme a dei soldati della SWAT. Tuttavia i ribelli riusciranno a scappare in tempo, e così ordinerà ai suoi soldati di trovarli. Tenterà in seguito di uccidere Niobe in una zona sotterranea dell'aeroporto, fallendo anche questa volta. Durante questa missione sarà possibile anche combattere contro di lui. Combatterà contro Ghost con un elicottero, nella torre di controllo dell'aeroporto, dopo che questi, con un fucile da cecchino, spara alla gomma dell'aereo per non farlo fuggire con Axel a bordo. Infine Ghost lo sconfigge facendo saltare in aria il suo elicottero. Riappare in seguito nelle fogne, dove attacca Niobe e Ghost dopo il salvataggio dell'equipaggio della Cadaceus, ma i due vengono inaspettatamente salvati dal Fabbricante di Chiavi. Durante il gioco, si intravede anche in autostrada insieme con l'Agente Thompson, dove tenterà di eliminare il giocatore. I due poi si dilegueranno, decidendo di occuparsi dell'obiettivo primario, L'Esule (ossia il Fabbricante di Chiavi). In seguito, nella centrale elettrica, attacca Niobe insieme agli altri.
- Agente Thompson - Appare solo nei filmati di gioco, sull'autostrada. Il suo volto appare anche in un cameo del medesimo livello: si trova su di un camion, il quale si scontra con il camion di Johnson allo scopo di eliminare sia Morpheus che il Fabbricante di chiavi. I due vengono però inaspettatamente salvati da Neo. L'unica possibilità di combattere contro di lui si presenta alla fine delle missioni di Niobe, nella centrale elettrica, dove attaccherà Niobe insieme agli altri Agenti, Jackson e Johnson.
- L'Oracolo - Programma interno di Matrix. Spesso aiuta gli esseri umani, mettendoli in guardia e dando loro consigli a seconda delle loro scelte.
- Seraph -  Maestro di arti marziali che protegge l'oracolo. Combatte contro chiunque voglia vedere L'Oracolo, per valutare le sue abilità combattive e perché ritiene sia l'unico modo di conoscere bene una persona. Fa la sua prima entrata nel gioco quando sfida Ballard, per valutare le sue abilità combattive e per capire se sia pronto ad aiutare L'Oracolo. In seguito combatterà anche contro Niobe o Ghost a seconda della scelta del giocatore.
- Morpheus - Membro dei ribelli, ex ragazzo di Niobe, capitano della Nabucodonosor. Diversamente dal film, nel gioco ha un ruolo limitatissimo, infatti è protagonista di piccolissimi camei, durante la riunione nelle fogne e, in seguito, quando viene salvato da Neo sull'autostrada insieme al Fabbricante di Chiavi, durante l'impatto dei Camion causato dagli Agenti Thompson e Johnson. In seguito, riappare a Zion quando ringrazia Niobe e Ghost per averlo salvato.
- Trinity - Altra ribelle, nonché ragazza di Neo, e primo ufficiale della Nabucodonosor. È una buona amica di Ghost, al quale si rivolge come "caro fratello". Nel gioco appare nel giardino Zen, durante il combattimento di allenamento contro Ghost.
- Neo -  Il ribelle chiave, l'Eletto; non essendo il protagonista del gioco, al contrario del film, fa solo un cameo quando, in autostrada, salva Morpheus e Il Fabbricante di Chiavi.
- Comandante Jason Locke - Leader delle forze di difesa di Zion, attuale compagno di Niobe. Dopo aver ricevuto il pacchetto della nave Osiris, recuperato dall'ufficio postale, ringrazia l'equipaggio della Logos. In seguito, illustra al Consiglio il suo piano di difesa contro le macchine (come nel film). Cerca, con successo, di escludere la nave del capitano Niobe dal piano, per timore di perderla. Rimane quindi scioccato quando Niobe, insieme a Soren, si offre volontaria per aiutare a recuperare la Nabucodonosor.
- Axel, Soren, Ballard, Bane, Vector, Binary, Ice, Corrupt e Malachi - Aiutanti ribelli incontrati durante il gioco.
- Il Fabbricante di chiavi - Un vecchio programma che guida i giocatori attraverso alcune parti del gioco.
- Il Merovingio - Un vecchio programma di Matrix. Possiede un castello tra le montagne nel quale ha imprigionato il Fabbricante di Chiavi, i suoi scagnozzi sono programmi Matrix primitivi, chiamati "Vampiri" e "Licantropi".
- Persefone - Moglie del Merovingio; spesso lo tradisce per dispetto.
- Vlad - Veste in nero, con stivali da cowboy. È molto pallido, capelli lunghi. Leader dei vampiri del merovingio. Fa la sua entrata in gioco quando attacca Niobe alle spalle stordendola. Poi porta Niobe alla mansarda del castello, legandola intorno ad un cerchio di grosse candele. Decide di non consegnarla al suo capo, il Merovingio, perché potrebbe ucciderla. Una volta che Niobe riesce a liberarsi e ad uccidere i suoi scagnozzi, sfida Vlad in combattimento, ma alla fine se ne va con una risata sinistra, dicendo di avere cose più importanti da fare. L'ultimo scontro con lui avviene nella camera di Persefone, dove viene ucciso da Niobe, pugnalato al cuore con un paletto di legno.
- Cujo - Ha una giacca con sotto una camicia e dei Jeans. È il leader dei lupi mannari del Merovingio: si combatte contro lui nelle segrete del castello. A metà battaglia, si ritira lasciando combattere i suoi sgherri, mentre lui spara dall'alto dell'arena. Alla fine, il giocatore lo uccide piantandogli un paletto di legno nel cuore.
- Caino e Abele - Due scagnozzi del Merovingio. Appaiono dopo che il Fabbricante di Chiavi salva Ghost e Niobe dall'Agente Jackson nelle fogne, rubandogli la chiave dell'eletto. In seguito, si combattono quando si dovrà salvare Niobe o Ghost a seconda della scelta del giocatore.
- I Gemelli - Due dipendenti del Merovingio, che si incontrano quando il giocatore lascia il castello, ma inseguono i giocatori in un tunnel lungo l'autostrada, prima di essere finalmente depistati.
- L'Uomo del treno - Uno strano tipo, che porta più orologi da polso sulle braccia. Controlla il legame tra Matrix e le macchine, e lavora per il Merovingio. Nel gioco afferma che 72 ore è il tempo in cui Zion ha resistito l'ultima volta all'attacco delle macchine, per poi dileguarsi affermando di essere soltanto uno che si gode lo spettacolo.

## Accoglienza
Il gioco in sé in realtà è stato criticato aspramente dalle riviste di settore, e da molti giocatori, sia per la sua scarna grafica, che per il sistema di controllo non troppo preciso. Soprattutto ha suscitato un grande disappunto a causa della sua scarsa longevità. Il fatto che i protagonisti fossero personaggi secondari del film ha deluso chi sperava di comandare Neo, l'Eletto. Inoltre, il finale del gioco non è molto appagante: dopo essere rocambolescamente sfuggiti sia all'agente Smith in Matrix che ad un attacco di sentinelle nel mondo reale, l'equipaggio di Niobe rimane fermo in attesa di nuovi eventi.
Nonostante tutti i punti negativi, il gioco ha avuto un enorme successo, grazie ai milioni di fan della pellicola che da tempo attendevano una sua conversione in videogioco.

## Curiosità
All'interno dei file di gioco, è possibile trovare i vari messaggi dei programmatori.